# Simocopis
Simocopis är ett släkte av skalbaggar. Simocopis ingår i familjen vivlar.
Kladogram enligt Catalogue of Life:
| Simocopis | \| \| Simocopis auberti \| \| \| \| \| \| Simocopis columbica \| \| \| \| \| \| Simocopis umbrinus \| \| \| \| |
|           | \| \| Simocopis auberti \| \| \| \| \| \| Simocopis columbica \| \| \| \| \| \| Simocopis umbrinus \| \| \| \| |
|           | Simocopis auberti                                                                                              |
|           | |
|           | Simocopis columbica                                                                                            |
|           | |
|           | Simocopis umbrinus                                                                                             |
|           | |